# Trionfo di Bacco (Velázquez)
Trionfo di Bacco (I bevitori) è un dipinto a olio su tela (165,5x227,5 cm) realizzato tra il 1628 ed il 1629 dal pittore spagnolo Diego Velázquez. È conservato nel Museo del Prado.
Un Bacco seminudo, dall'incarnato chiaro e luminoso, è raffigurato mentre pone una corona d'edera sul capo di un popolano inginocchiato di fronte a lui.
La compostezza indolente dei due membri della corte del dio, posti a sinistra della scena, contrasta col ridanciano e irriverente omaggio dei popolani ubriachi che prorompe dalla destra e che ben si accorda con la scelta del titolo originale: Los bebedores (I bevitori) o Los borrachos (Gli ubriachi).
Una contrapposizione, quella fra Arcadia e realismo, che si pone ancora con più nettezza nell'accostamento fra l'espressione sconcertata e un po' sfuggente di Bacco e il franco sorriso dell'ubriaco che ci guarda direttamente negli occhi.
Per la scelta dei colori che si allontanano dai toni terrosi dei dipinti giovanili, l'opera è uno dei primi esempi dello stile pittorico di Velázquez.